# General Bernardino Caballero
General Bernardino Caballero é um distrito do Paraguai, Departamento de Paraguarí. Possui uma população de 7.041 habitantes. Sua economia é baseada na agricultura de subsistência.

## Transporte
O município de General Bernardino Caballero é servido pelas seguintes rodovias:
- Caminho em pavimento ligando a cidade ao município de Acahay
- Caminho em pavimento ligando a cidade de Villarrica (Departamento de Guairá) ao município de Paraguarí[1][2][3]